# Comuna Orînîn, Camenița
Orînîn (în ucraineană Оринин) este o comună în raionul Camenița, regiunea Hmelnîțkîi, Ucraina, formată din satele Orînîn (reședința), Ripînți și Teklivka.

## Demografie
Componența lingvistică a comunei Orînîn
     Ucraineană (98,77%)
     Rusă (1,08%)
     Alte limbi (0,12%)
Conform recensământului din 2001, majoritatea populației comunei Orînîn era vorbitoare de ucraineană (98,77%), existând în minoritate și vorbitori de rusă (1,08%).